# Ererê
Ererê is een gemeente in de Braziliaanse deelstaat Ceará. De gemeente telt 7.332 inwoners (schatting 2009).
De gemeente grenst aan Iracema, Rio Grande do Norte, Rio Grande do Norte en Pereiro.

## Geboren in Ererê
- José Freire Falcão (1925-2021), kardinaal en aartsbisschop